# Evans, Colorado
Evans là một thành phố thuộc quận Weld, tiểu bang Colorado, Hoa Kỳ. Thành phố có diện tích km², dân số thời điểm năm 2000 theo điều tra của Cục điều tra dân số Hoa Kỳ là 9514 người2, ước tính dân số thời điểm ngày 1/7/2008 là 18.842 người.